# Józef Wlekły
Józef Wlekły (ur. 13 grudnia 1930 w Nowym Tomyślu, zm. 19 września 2012 w Poznaniu) – polski szlifierz, poseł na Sejm PRL IV i V kadencji.

## Życiorys
Syn Wawrzyna i Heleny. Uzyskał wykształcenie zasadnicze zawodowe. Pracował jako mistrz szlifierski w Fabryce Narzędzi Chirurgicznych „Chifa” w Nowym Tomyślu. Był sekretarzem Podstawowej Organizacji Partyjnej i sekretarzem Komitetu Zakładowego Polskiej Zjednoczonej Partii Robotniczej, zasiadał także w Powiatowej Komisji Kontroli Partyjnej. Był radnym w komisji mieszkaniowej prezydium Powiatowej Rady Narodowej, a także radnym Miejskiej Rady Narodowej w Nowym Tomyślu. W 1965 i 1969 uzyskiwał mandat posła na Sejm PRL w okręgu Leszno, przez dwie kadencje zasiadał w Komisji Zdrowia i Kultury Fizycznej.
Pochowany w Nowym Tomyślu.

## Odznaczenia
- Srebrny Krzyż Zasługi
- Odznaka 1000-lecia Państwa Polskiego (1966)[3]